# Mionectes macconnelli
El mosquero de McConnell (Mionectes macconnelli), también denominado atrapamoscas frutero meridional (en Venezuela) o mosquerito de McConnell (en Perú), es una especie de ave paseriforme de la familia Tyrannidae perteneciente al género Mionectes. Es nativo de la cuenca amazónica y del escudo guayanés en América del Sur.

## Distribución y hábitat
Las subespecies se distribuyen separadamente en el este de Venezuela, Guyana, Guayana francesa, Surinam y este de la Amazonia brasileña; y en el sureste de Perú y noroeste de Bolivia.
Esta especie es considerada poco común en su hábitat natural: el sotobosque de selvas húmedas montanas bajas y de terra firme, subtropicales o tropicales, hasta los 2000 m de altitud (en Bolivia) y hasta los 1200 m en Perú y el resto.

## Sistemática

### Descripción original
La especie M. macconnelli fue descrita por primera vez por el ornitólogo británico Charles Chubb en 1919 bajo el nombre científico de subespecie Pipromorpha oleaginea macconnelli; su localidad tipo es: «Kamakabra river, Guyana».

### Etimología
El nombre genérico masculino «Mionectes» deriva del griego «meionektēs»: ‘pequeño’, ‘que sufrió pérdidas’; y el nombre de la especie «macconnelli», conmemora al explorador y colector británico Frederick Vavasour McConnell (1858–1914).

### Taxonomía
La especie Mionectes roraimae, de los tepuyes de Venezuela, Guyana y extremo norte de Brasil, estuvo tradicionalmente incluido en la presente, pero debería ser tratado como especie plena separada según Hilty & Ascanio (2014), con base en notables diferencias de vocalización. El Comité de Clasificación de Sudamérica (SACC) la reconoció como especie separada en la Propuesta N° 844, en enero de 2020.

### Subespecies
Según la clasificación Clements Checklist/eBird v.2019 se reconocen tres subespecies, con su correspondiente distribución geográfica:
- Mionectes macconnelli macconnelli (Chubb, 1919) – este de Venezuela hacia el este hasta las Guayanas y noreste de Brasil, al norte del río Amazonas; no está claro si las poblaciones del centro este de Brasil, al sur del Amazonas se refieren a amazonus (como históricamente han sido identificadas), o a esta misma.
- Mionectes macconnelli peruanus (Carriker, 1930) – centro y sureste de Perú, y adyacente suroeste de Brasil.
- Mionectes macconnelli amazonus (Todd, 1921) – norte de Bolivia.

El Congreso Ornitológico Internacional (IOC) no reconoce a la subespecie amazonus como válida y la incluye en la nominal.